# KkStB-Tenderreihe 156
| kkStB 156 / BBÖ 156 / ÖBB 9156 | kkStB 156 / BBÖ 156 / ÖBB 9156                                                                                  | kkStB 156 / BBÖ 156 / ÖBB 9156                                                                                  |
| ------------------------------ | --- | --- |
| Ein Tender bei der ČSD         | | |
| Technische Daten               | | |
|                                | | Öltender |
| Anzahl der Achsen              | 3 | 3 |
| Baujahr                        | 1910–1918 | 1910–1918 |
| Stückzahl                      | kkStB: 1586 | kkStB: 1586 |
| Radstand                       | 3200 mm | 3200 mm |
| Laufrad-Ø                      | 995 mm | 995 mm |
| Wasser                         | 16,0 m³ | 16,0 m³ |
| Kohle/Öl                       | 8,5 m³ | 4,5 m³ |
| Leergewicht                    | 17,0 t | 18,5 t |
| Dienstgewicht                  | 39,0 t | 39,0 t |
| gekuppelt mit Lokomotiven      | 6, 106, 206, 306, 108, 9, 10, 110, 210, 310, 910, 329, 429, 60, 160, 170, 270, 470, 174, 80, 180, 280, 380, 100 | 6, 106, 206, 306, 108, 9, 10, 110, 210, 310, 910, 329, 429, 60, 160, 170, 270, 470, 174, 80, 180, 280, 380, 100 |

Die kkStB-Tenderreihe 156 war eine Schlepptenderreihe der k.k. Staatsbahnen (kkStB).

## Geschichte
Die kkStB beschaffte diese Tender für ihre Lokomotiven ab 1910 als Nachfolge für die Tenderreihe kkStB Tenderreihe 56.
Sie wurden von der Lokomotivfabrik Floridsdorf, von der Böhmisch-Mährischen Maschinenfabrik, von Ringhoffer in Prag-Smichov, von der Wiener Neustädter Lokomotivfabrik, von der Lokomotivfabrik der StEG, von der Maschinen- und Waggonfabrik Kasimir Lipiński in Sanok und von der Maschinenbau-Akt.-Ges. vorm. Breitfeld, Daněk & Comp. geliefert.
Schon wegen der immensen produzierten Zahl gehörte er zu den Standardtendern der kkStB.

## Maßzeichnung

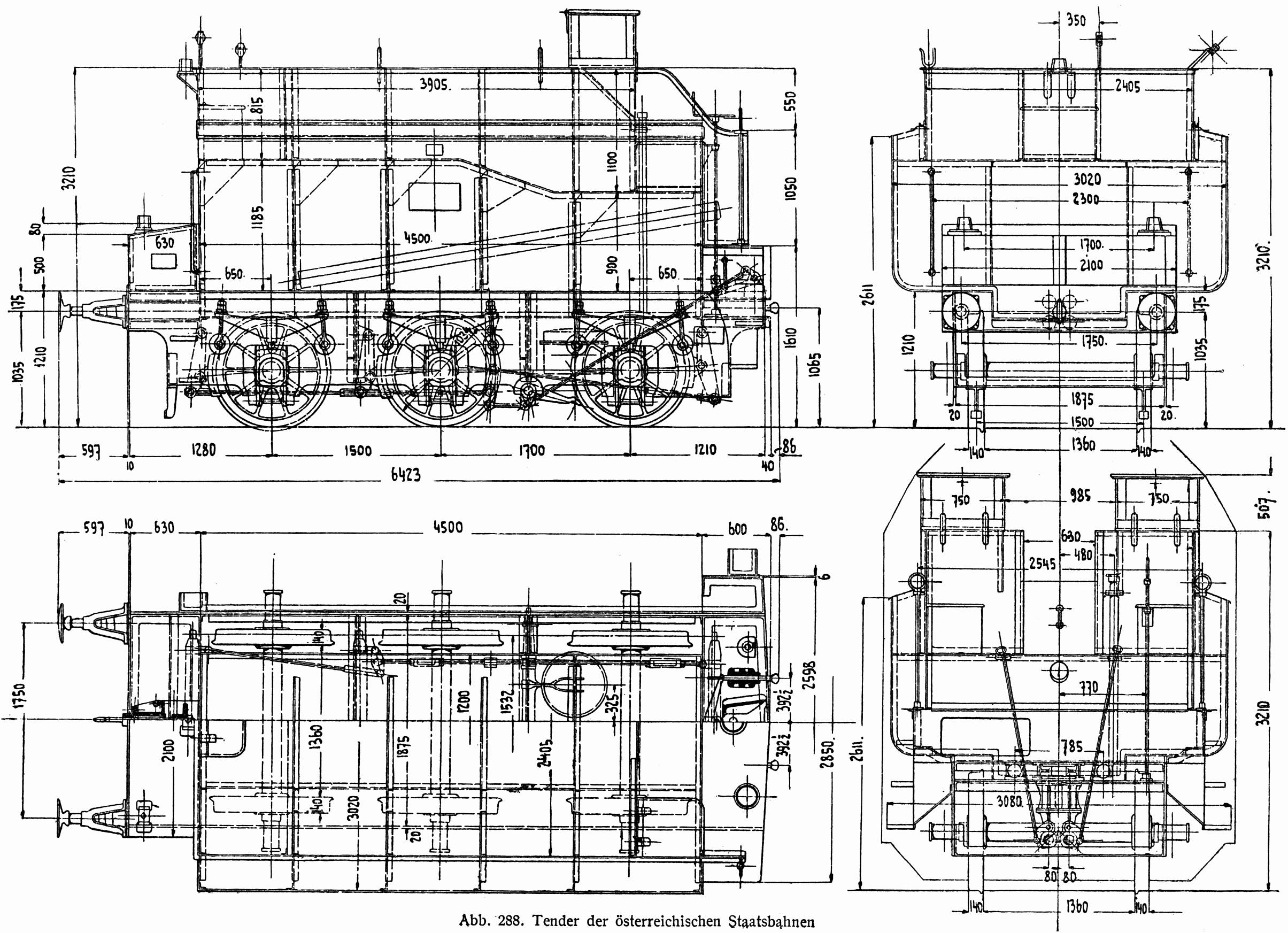